# Brioni (mærke)
Brioni er et italiensk modehus, der ejes af det franske holdingselskab Kering. Det blev grundlagt i Rom i 1945, og er kendt for deres made-to-measure jakkesæt, ready-to-wear kollektioner (konfektion) og lædervarer. Virksomheden har opfundet koncepter som catwalk for mænd, trunk show og ready-to-wear haute couture. I 2016 drev firmaet 46 butikker i hele verden.
Brendan Mullane var kreativ direktør fra juli 2012 til februar 2016. Fra april til september 2016 overtog Justin O’Shea. Fra 15. juni 2017 blev Nina-Maria Nitsche den nye kreative direktør.